# 美瑞健康國際
宇業集團控股有限公司，簡稱宇業集團控股，以及宇業控股，前身積華生物醫藥控股有限公司（英語：U-HOME GROUP HOLDINGS LIMITED，港交所：2327），在1987年，由劉友波（前董事長）創立，現時業務經營研發醫藥、銷售歐洲醫藥代理等。主要品牌為「古拉定」、「松泰斯」、「同息通」、「積大本特」、「安必丁」、「積華尤敏」、「積大本特」、「積華固松」等。
其股份自2003年在香港交易所主板上市，總部位於香港中環金鐘道89號力寶中心第1座2904及2906室，廠房位於雲南省。

## 連結
- Jiwa.com.hk （页面存档备份，存于）